# Голубиная пещера
Голубиная пещера или Коль-Баир, (КН 564-8) — пещера в Крыму на Долгоруковской яйле, входит в состав Красных пещер — «полноценная» пещерная система, которую можно пройти от входа на плато до выхода пещерной реки на поверхность.

## Описание
Перепад высот между входом и выходом" составляет 200 м. Протяженность 6030 м, проективная длина 5720, глубина 164 м (до впадения в Красную — 176 м), площадь 10900 м2, объём 42 тыс. м3 (все — до точки соединения с Красной, площадь и объём на май 1998), высота входа 785 г.
Вход представляет собой узкую щель в борту воронки. В пещере можно выделить три основных элемента:
- Вертикальная часть с небольшими колодцами и сложными шкурниками, общей длиной 210 м и глубиной 110 м, почти сухая.
- Узкий извилистый ход ручья-притока основной реки Голубиной, длиной около 1,2 км, с проявлениями этажности и 6 небольшими сифонами и полусифонами. В нижней части по ходу течет постоянный, в верхней — периодический ручей, создавая периодический сифон.
- Молниеобразная галерея основной реки, с серией сифонов и полусифонов, гурами, обвальными залами, боковыми ответвлениями и ходами по верхним этажам.

Магистральный ход вдоль реки от точки впадения ручья до соединения с Красной пещерой имеет длину 1,3 км и амплитуду 45 м
Самый большой зал — Мергельный — имеет высоту около 25 м и площадь 900 м2. Он образован на месте стыка двух блоков известняка различными направлениями трещиноватости. Если выше зала направления перпендикулярных трещин, по которым заложены ходы пещеры, 50° и 140°, то ниже 25° и 115 градусов, что особенно четко прослеживается после Обвального зала (площадью 370 м2).
Расширение галереи приурочены к местам впадения притоков. Это зал Двух Батареек (сюда некогда впадал ручей из хода Одинокого Человека) и протяженный участок галереи (до 10 м шириной) в районе выхода из ручья-притока на реку, который размерами может поспорить с основной галереей Красной.
Наиболее узкими и труднопроходимыми есть участки с большим уклоном через явно избыточное количество натечных образований. Это 100-метровый участок — Обвальный зал — водопад перед площадкой Кувалда (перепад 16 м) и особенно участок, примыкающий к месту впадения в Красную. Падение воды на этом 50-метровом участке составляет более 20 м и на ней можно насчитать до 5 этажей. Ход по первому этажу закрыт узким сифоном, но ходы 3-4 этажей, что переплетаются, перекрываются местами натеками, и приводят в конечном итоге к Красной пещере. В других местах уклон русла реки небольшой. Так, на 300-метровом участке (полусифон за площадкой Кувалды — зал Двух Батареек), перепад составляет всего 2,5 м.
Ниже Мергельного зала в основном прослеживается два этажа, при этом второй этаж поднят над первым на незначительную высоту (2-3 м). Там же, где пещера состоит из одного этажа, его высота составляет как правило 4-6 м, ширина 2-5 м.
Вход был найден в 1985 году Симферопольскими спелеологами при раскопках щели в борту воронки рядом с д. Снежная. В 1991 году пещера была ими пройдена до грота (как впоследствии оказалось, всего в 20 м по прямой от Красной), который позже получил название «9½». В 1996 году исследования продолжили москвичи, приблизились к Красной на расстояние 4 м. Соединение с Красной было найдено в феврале 1997 года..
В мае 1997 года левый исток Голубиной пройденный вверх по ручью на 240 м, а в ноябре в его конце разобран проход в большой зал с водопадом (рук. А. Шелепин).